# The Oregon Trail (jogo eletrônico)
The Oregon Trail é um jogo de computador desenvolvido por Don Rawitsch, Bill Heinemann e Paul Dillenberger em 1971, inicialmente usando a linguagem de programação Fortran. Foi produzido pelo Minnesota Educational Computing Consortium em 1974. O jogo foi criado originalmente para ensinar os alunos sobre a realidade de vida de um colono do século XIX no Itenerário de Oregonl. O jogador assume o papel de um líder de vagão  guiando sua equipe de colonos de Independence, Missouri, pra Willamette Valley, Oregon, passando pelo itenerário usando um Conestoga em 1848. O jogo foi lançado em muitas edições desde o lançamento original por vários desenvolvedores e publicadores que adquiriram os direitos do jogo.

## Legado
O jogo era popular entre os alunos da escola primária da América do Norte na metade da década de 1980 até o início da década de 1990. Muitos estudantes dos Estados Unidos e do Canadá tinham acesso ao jogo na escola. MECC lançou outros jogos similares após o sucesso de The Oregon Trail como The Yukon Trail e The Amazon Trail. O jogo original foi relançado várias vezes, para diferentes plataformas e em diferentes mídias, estando atualmente na quinta edição.
A frase "Você morreu de disenteria" se tornou popular em camisas e em mercadorias promocionais da internet.